# Sergej Filatov
Sergej Ivanovič Filatov (in russo Серге́й Иванович Филатов?; 25 settembre 1926 – Mosca, 3 aprile 1997) è stato un cavaliere sovietico, dal 1991 russo.

## Palmarès

### Olimpiadi
- 3 medaglie:
  - 1 oro (Roma 1960 nel dressage individuale)
  - 2 bronzi (Tokyo 1964 nel dressage individuale; Tokyo 1964 nel dressage a squadre)